# Birger Verstraete
Birger Verstraete (Ostenda, 16 aprile 1994) è un calciatore belga, centrocampista dell'OH Lovanio.

## Carriera

### Club
Cresciuto nei settori giovanili di Ostenda, squadra della sua città natale, e Club Bruges, dopo aver collezionato 11 presenze totali con il club fiammingo nel 2014 viene ceduto in prestito al Mouscron-Péruwelz. Nella stagione successiva viene acquistato dal Kortrijk, dove resta fino al gennaio del 2017, quando si trasferisce al Gent, firmando fino al 2020. Il 17 giugno 2019 passa al Colonia, legandosi al club tedesco con un quadriennale.
Il 20 giugno 2020, dopo una sola stagione trascorsa in Germania, si trasferisce in prestito con diritto di riscatto all'Anversa.

### Nazionale
Ha giocato nelle nazionali giovanili belghe Under-16, Under-19 ed Under-21.
Ha esordito con la nazionale maggiore belga il 7 settembre 2018, nell'amichevole vinta per 0-4 contro la Scozia.

## Statistiche

### Presenze e reti nei club
Statistiche aggiornate al 10 luglio 2020.
| Stagione           | Squadra            | Campionato         | Campionato | Campionato | Coppe nazionali | Coppe nazionali | Coppe nazionali | Coppe continentali | Coppe continentali | Coppe continentali | Altre coppe | Altre coppe | Altre coppe | Totale | Totale | Totale |
| Stagione           | Squadra            | Comp               | Pres       | Reti       | Comp            | Pres            | Reti            | Comp               | Pres               | Reti               | Comp        | Pres        | Reti        | Pres   | Reti   |        |
| ------------------ | ------------------ | ------------------ | ---------- | ---------- | --------------- | --------------- | --------------- | ------------------ | ------------------ | ------------------ | ----------- | ----------- | ----------- | ------ | ------ | ------ |
| 2012-2013          | Club Bruges        | D1                 | 4          | 0          | CB              | 1               | 0               | UCL+UEL            | 0+1                | 0                  | -           | -           | -           | 6      | 0      |        |
| 2013-2014          | Club Bruges        | D1                 | 4          | 0          | CB              | 0               | 0               | UEL                | 1                  | 0                  | -           | -           | -           | 5      | 0      |        |
| Totale Club Bruges | Totale Club Bruges | Totale Club Bruges | 8          | 0          |                 | 1               | 0               |                    | 2                  | 0                  |             | -           | -           | 11     | 0      |        |
| 2014-2015          | Mouscron-Péruwelz  | D1                 | 8+3        | 1          | CB              | 1               | 0               | -                  | -                  | -                  | -           | -           | -           | 12     | 1      |        |
| 2015-2016          | Kortrijk           | D1                 | 11+7       | 0          | CB              | 1               | 0               | -                  | -                  | -                  | -           | -           | -           | 19     | 0      |        |
| 2016-gen. 2017     | Kortrijk           | D1                 | 20         | 0          | CB              | 3               | 0               | -                  | -                  | -                  | -           | -           | -           | 23     | 0      |        |
| Totale Kortrijk    | Totale Kortrijk    | Totale Kortrijk    | 38         | 0          |                 | 4               | 0               |                    | -                  | -                  |             | -           | -           | 42     | 0      |        |
| gen.-giu. 2017     | Gent               | D1                 | 3+5        | 0          | CB              | -               | -               | UEL                | 0                  | 0                  | -           | -           | -           | 8      | 0      |        |
| 2017-2018          | Gent               | D1                 | 17+9       | 1          | CB              | 1               | 0               | UEL                | 1                  | 0                  | -           | -           | -           | 28     | 1      |        |
| 2018-2019          | Gent               | D1                 | 24+10      | 4+1        | CB              | 4               | 0               | UEL                | 4                  | 0                  | -           | -           | -           | 42     | 5      |        |
| Totale Gent        | Totale Gent        | Totale Gent        | 68         | 6          |                 | 5               | 0               |                    | 5                  | 0                  |             | -           | -           | 78     | 6      |        |
| 2019-2020          | Colonia            | BL                 | 9          | 0          | CG              | 1               | 0               | -                  | -                  | -                  | -           | -           | -           | 10     | 0      |        |
| Totale carriera    | Totale carriera    | Totale carriera    | 134        | 7          |                 | 12              | 0               |                    | 7                  | 0                  |             | -           | -           | 153    | 7      |        |

### Cronologia presenze e reti in nazionale
| Cronologia completa delle presenze e delle reti in nazionale ― Belgio | Cronologia completa delle presenze e delle reti in nazionale ― Belgio | Cronologia completa delle presenze e delle reti in nazionale ― Belgio | Cronologia completa delle presenze e delle reti in nazionale ― Belgio | Cronologia completa delle presenze e delle reti in nazionale ― Belgio | Cronologia completa delle presenze e delle reti in nazionale ― Belgio | Cronologia completa delle presenze e delle reti in nazionale ― Belgio | Cronologia completa delle presenze e delle reti in nazionale ― Belgio |
| Data                                                                  | Città                                                                 | In casa                                                               | Risultato                                                             | Ospiti                                                                | Competizione                                                          | Reti                                                                  | Note                                                                  |
| --------------------------------------------------------------------- | --------------------------------------------------------------------- | --------------------------------------------------------------------- | --------------------------------------------------------------------- | --------------------------------------------------------------------- | --------------------------------------------------------------------- | --------------------------------------------------------------------- | --------------------------------------------------------------------- |
| 7-9-2018                                                              | Glasgow                                                               | Scozia                                                                | 0 – 4                                                                 | Belgio                                                                | Amichevole                                                            | -                                                                     | 85’                                                                   |
| Totale                                                                |                                                                       | Presenze                                                              | 1                                                                     |                                                                       | Reti                                                                  | 0                                                                     |                                                                       |